# Giammoro
Giammoro è una frazione di Pace del Mela, comune italiano della città metropolitana di Messina in Sicilia.
Il piccolo centro si estende lungo la strada statale 113 litoranea Messina-Palermo, e si è sviluppato (come altri centri circostanti: Torregrotta, Spadafora ecc.) soprattutto negli anni del boom economico, grazie alla combinazione di vari fattori, come il territorio pianeggiante, la posizione costiera, la presenza della ferrovia, e (non ultima per importanza) l'Autostrada A20, la cui uscita "Milazzo-Isole Eolie" si trova nelle immediate vicinanze dal paese. Piazza Ricceri è il punto centrale del paese dove è situata la Parrocchia della Madonna del Rosario. La festa patronale si festeggia la penultima domenica di agosto .

## Storia
L'area su cui sorge oggi il centro abitato venne studiato e citato da Plinio il Vecchio nella sua opera Storia Naturale, a causa delle acque risorgive che, uniche in Sicilia, creavano un ambiente umido e paludoso chiamato "Pantanum", come ancora oggi viene chiamata l'area circostante.

## Origini del nome
Il nome deriva dall'arabo giam'r ("dogana"); infatti durante la dominazione musulmana, alla foce del torrente Muto, in corrispondenza dell'attuale centro abitato, era stato istituito un fondaco (fondaco Lo Muto) con funzioni di dogana e riscossione dei tributi e dei dazi per le merci.